# Rionská vodní elektrárna
Rionská vodní elektrárna (anglicky Rioni HPP, gruzínsky რიონის ჰიდროელექტროსადგური, Rionis hidroelektrosadguri) je průtočná vodní elektrárna na řece Rioni na předměstí Kutaisi. Za sovětské éry nosila jméno J. V. Stalina. V roce 2007 se vlastníkem stala česká firma Energo-Pro.
Jedna z nejstarších vodních elektráren v Gruzii. Stavba hráze se čtyřmi turbínami po 12 MW byla zahájena v roce 1928. První dvě turbíny byly zprovozněny v roce 1933, zbylé dvě v roce 1934.